# Stamboom Elisabeth van Saksen-Weimar-Eisenach (1854-1908)
Dit is de stamboom van Elisabeth van Saksen-Weimar-Eisenach (1854-1908).
| Stamboom Elisabeth van Saksen-Weimar-Eisenach (1854-1908)                                                   | Stamboom Elisabeth van Saksen-Weimar-Eisenach (1854-1908)                                          | Stamboom Elisabeth van Saksen-Weimar-Eisenach (1854-1908)                                          |
| --- | -------------------------------------------------------------------------------------------------- | -------------------------------------------------------------------------------------------------- |
| Grootouders                                                                                                 | Karel Frederik van Saksen-Weimar-Eisenach (1783-1853) x 1804 Maria Romanov (1786-1859)             | Willem II van Oranje-Nassau (1792-1849) x 1816 Anna Romanov (1795-1865)                            |
| Ouders | Karel Alexander van Saksen-Weimar-Eisenach (1818-1901) x 1842 Sophie van Oranje-Nassau (1824-1897) | Karel Alexander van Saksen-Weimar-Eisenach (1818-1901) x 1842 Sophie van Oranje-Nassau (1824-1897) |
| Elisabeth van Saksen-Weimar-Eisenach (1854-1908) x 1886 Johan Albrecht van Mecklenburg-Schwerin (1857-1920) | | |
| Kinderen | -                                                                                                  | -                                                                                                  |